# Joseph Schlegel
Joseph Schlegel (12. srpna 1803 Linec – 14. března 1873 Štýrský Hradec) byl rakouský metalurgický odborník a politik německé národnosti, v 2. polovině 19. století poslanec Říšské rady.

## Biografie
Vystudoval pražskou polytechniku. V letech 1822–1831 pracoval jako geometr ve Štýrsku a Korutanech, nejprve jako adjunkt u katastrálních měřičů. Působil v této profesi i v Kraňsku, Horních Rakousích a nakonec i v Salcbursku. Posléze nastoupil jako zaměstnanec do železáren v korutanském Frantschachu. Zde v letech 1835–1836 společně s A. Müllerem vynalezl a nechal si patentovat nový způsob pudlování oceli s vyšším obsahem uhlíku. V letech 1837–1854 řídil ocelárnu a válcovnu v korutanském Prevalje, která se zaměřovala na produkci železničních kolejí. Od roku 1854 žil ve Štýrském Hradci, kam se uchýlil kvůli zhoršenému zdravotnímu stavu na penzi. Zde se ale nadále zabýval technologickým rozvojem železářského průmyslu.
Již během revolučního roku 1848 byl politicky aktivní. Ve volbách roku 1848 byl ovšem zvolen na rakouský ústavodárný Říšský sněm. Zastupoval volební obvod Völkermarkt v Korutanech. Uvádí se jako ředitel hutí. Na mandát rezignoval v prosinci 1848. Počátkem roku 1849 ho nahradil Matthias Rulitz. V seznamu poslanců z ledna 1849 již nefiguruje.
Po obnovení ústavní vlády počátkem 60. let se do politiky vrátil. Od roku 1861 byl poslancem Štýrského zemského sněmu. Zemský sněm ho v roce 1861 delegoval i do Říšské rady (tehdy ještě volené nepřímo) za Štýrsko (kurie obchodních a živnostenských komor, obvod Štýrský Hradec). Podle jiného zdroje byl na zemský sněm zvolen za kurii obchodních a živnostenských komor, obvod Leoben. K roku 1861 se uvádí jako majitel železáren a nemovitostí, bytem ve Štýrském Hradci. Zemský sněm ho do Říšské rady delegoval opět v roce 1867.
Jeho synem byl spisovatel Thomas Schlegel.